# Upernavik Kujalleq
Upernavik Kujalleq ("Det sydligaste Upernavik", danskt namn: Søndre Upernavik) är en by i Qaasuitsup kommun i Norra Grönland.
Samhället grundades 1855 som en handelsstation och 2010 hade orten 204 invånare. Befolkningstalet har under de två senaste decennierna varit ganska konstant.
Som en del av ett regeringsuppdrag underhålls orten av Air Greenland genom en liten helikopterflygplats, med rutter till Kangersuatsiaq och Upernavik.
1921 förliste det svenska handelsfartyget Bele (som hade chartrats av Knud Rasmussen) i närheten av Upernavik Kujalleq. Ingen människa omkom.

## Referenser

Upernavik Kujalleqs läge i Upernavik skärgård.